# کارکس پلیتا
کارکس پلیتا (نام علمی: Carex pellita) نام یک گونه از سرده جگن است.